# Bulbophyllum weinthalii
Bulbophyllum weinthalii là một loài phong lan thuộc chi Bulbophyllum.